# Храм Махадеви в Гоа
15°26′21″ пн. ш. 74°15′09″ сх. д. / 15.43907158° пн. ш. 74.25255524° сх. д.Храм Махадеви (англ. Mahadev Temple) — індуїстський храм, присвячений богу Шиві. Найдавніший з храмів штату Гоа, що збереглися. Заснований у XIII столітті Хемадрі Пандитом — прем'єр-міністром царя Рамачандри (1271—1309) з династії Ядавів. Розташований за 65 кілометрів від Панаджі, у північно-східній частині національного парку «Моллем», неподалік села Тамбді-Сурла.

## Опис
Храм побудований з базальту і є єдиним зразком кам'яної архітектури Кадамба-Ядава, що зберігся в Гоа. Завдяки важкодоступному становищу храм зміг пережити мусульманські вторгнення та насадження християнства португальцями.
У святилищі (гарбхагріха) храму встановлено для поклоніння лінгам Шиви. Звід головного залу підтримується чотирма колонами, прикрашеними візерунками, серед яких зустрічаються зображення слонів, що топчуть коней (символ династії Кадамба). Серед головного залу стоїть невелика безголова статуя бика Наді (вахани Шиви). Стеля храму прикрашена скульптурними зображеннями квітів лотоса, а стіни — рельєфними зображеннями Шиви, Вішну та Брахми зі своїм подружжям. Щорічно у храмі з великим розмахом відзначається свято Маха-Шиваратрі.

## Інтернет-ресурси
- commons.wikimedia